# 和硕县马兰公安管区
和硕县马兰公安管区，是中华人民共和国新疆维吾尔自治区巴音郭楞蒙古自治州和硕县下辖的一个类似乡级单位。

## 行政区划
和硕县马兰公安管区下辖以下地区：
马兰机关虚拟社区。